# Cándido Marín Portales
Cándido Marín Portales (Alcalá del Valle, Cádiz, 13 de julio de 1894 - 1978) fue un político español de la II República, alcalde de su localidad natal desde 1932 a 1934 y, posteriormente en 1936.

## Biografía

### Alcalde de Alcalá del Valle durante la II República
Llegó a la alcaldía de Alcalá del Valle el 30 de noviembre de 1932. La conjunción republicano-socialista había ganado en Alcalá las elecciones del 14 de abril de 1931 –uno de los pocos pueblos de la provincia en los que no fue necesario repetirlas en mayo– pero pronto surgieron las diferencias entre los republicanos radicales, socialistas y radicales socialistas, que además contaban con la oposición de la minoría monárquica conservadora. En medio de un clima de crispación creciente, Cándido fue el hombre de consenso llamado a mediar entre las distintas fracciones políticas y el día de su elección fue respaldado por los votos de todos los grupos municipales, desde sus compañeros del sindicato socialista hasta la minoría monárquica, que ya había optado por desentenderse de la gestión municipal y ni siquiera asistía a los plenos.
Cándido tuvo que afrontar una situación social y política para la que difícilmente había soluciones. El decreto de términos municipales había venido a agravar el paro estacional que azotaba a los jornaleros del campo, los labradores se oponían sistemáticamente a las reformas sociolaborales del Gobierno republicano-socialista, obstaculizaban las medidas que se adoptaron para repartir el poco trabajo que había, y las escuálidas arcas municipales a duras penas permitían ejecutar algunos modestos proyectos de obras. Cándido no era hombre de partido, sino un sindicalista para quien la mejora real de las condiciones de vida de los jornaleros de su pueblo estaba antes que cualquier consigna política. Los jornaleros alcalareños habían organizado en 1930 la Sociedad Agraria Obrera Socialista, pero tardaron en unirse orgánicamente a la UGT y en 1933 aún no habían constituido la agrupación local del PSOE. Eran socialistas sin partido. Las reformas del Gobierno republicano-socialista no sólo no habían ofrecido soluciones reales para los jornaleros alcalareños, sino que el decreto de términos municipales los ha había llevado a una ratonera sin salida. Eso hizo que muchos de ellos, desencantados por la política, optasen por no votar en las elecciones generales de 1933. Pero las cosas no harían sino empeorar después de las elecciones pues, tras la victoria de las derechas, los labradores del pueblo empezaron a negar trabajo a quienes habían votado a la candidatura de izquierdas o no habían votado. La situación llegó a hacerse tan angustiosa que el grupo municipal socialista tuvo que claudicar y pactar con la minoría monárquica cediéndoles el control de las obras municipales y a partir de esa fecha el propio alcalde, que era uno de tantos jornaleros agrícolas en paro, y otros concejales aparecerían en las listas de desempleados que el Ayuntamiento contrataba como peones para las obras municipales.
Cándido y los demás concejales de izquierdas fueron expulsados de la corporación municipal en octubre de 1934. En Alcalá, como en la mayoría de los pueblos gaditanos, no hubo revolución, pero la de Asturias sirvió al gobernador civil de excusa para cesarlos a todos y entregar el gobierno municipal al Partido Radical. Las cosas cambiaron tras las elecciones generales de febrero de 1936: Cándido fue repuesto en la Alcaldía y hubo de hacer frente a una crisis de trabajo que revestía una gravedad sin precedente. Esta vez, dispuesto a afrontar la grave situación social con mano firme, no dudó en mandar encarcelar a quienes no acataban su autoridad, desde los labradores que rechazaban a los jornaleros que el Ayuntamiento enviaba a trabajar en sus fincas hasta los jornaleros de izquierdas que quebrantaron la ley al asaltar una finca. Uno de los momentos más críticos que le tocó vivir como alcalde fue la manifestación del 1º de mayo de 1936, que acabó con una colisión entre los manifestantes y guardias civiles del puesto de Olvera; Cándido intentó evitarla, pero fue desbordado y la jornada acabó con dos obreros muertos a tiros por la Guardia Civil.
El 18 de julio de 1936 los alcalareños conocieron la noticia del golpe militar a través de la radio. La situación era confusa y Cándido consensuó con el comandante de puesto declarar el estado de guerra, pero inmediatamente se recondujo la situación y adoptó medidas para afrontar el golpe: publicó bandos para el mantenimiento del orden público, ordenó la recogida de armas y la incautación de los aparatos de radiotransmisores. De todo ello dio cuenta a la corporación municipal en el pleno de 22 de julio, en el que además se acordó hacer un llamamiento a los comerciantes, industriales y vecinos pudientes del pueblo para que proporcionasen medios para alimentar “a las fuerzas obreras y sus familias”, prohibir el aumento de precios de los artículos de consumo y crear un Comité de Abastecimientos con facultad para incautarse de las mercancías de los proveedores que se negasen a aceptar los vales. A partir de esa fecha el Ayuntamiento continuó gestionando los asuntos administrativos del municipio, pero el recién creado Comité de Defensa y Abastos, del que él no era miembro, vino a convertirse en el órgano real de gobierno.
Cándido fue uno de los cientos de izquierdistas alcalareños que se marcharon hacia la serranía malagueña antes de que las fuerzas sublevadas ocupasen el pueblo. Él lo hizo el 16 de septiembre, dejando en el pueblo a su esposa Cañosanto Cantalejo y los niños Cándido, Cañosanto, Sebastián y Antonia. Estuvo en Casarabonela y Cañete, viviendo de lo que ganaba trabajando en faenas agrícolas y del auxilio que proporcionaban los comités de refugiados de aquella zona. 
En febrero de 1937, cuando el ejército sublevado conquistó Málaga, quedó copado sin posibilidad de continuar la huida por la zona republicana. Regresó a Alcalá, donde fue detenido e ingresado en la cárcel municipal, en la que llegaron a hacinarse hasta cuarenta hombres y mujeres. Todavía se conservan los recibos que firmó en representación de todos sus compañeros de presidio como justificantes de la alimentación que recibían en la cárcel. El 9 de mayo fue una fecha trágica para la familia al fallecer su hija menor Antonia. La cárcel estaba a pocos metros del domicilio familiar, pero no le permitieron unirse a la familia en el velatorio y funeral; aunque por influencia de un falangista del pueblo sí se le permitió asomarse a la ventana cuando pasó el cortejo fúnebre. La mayor parte de los detenidos fueron entregados a la Justicia Militar que, practicando lo que se ha denominado “justicia al revés”, acusó, juzgó y condenó por delito de Rebelión Militar a quienes se opusieron a los rebeldes. 
Cándido y otros cinco alcalareños fueron encausados en el sumario 353/37 y la principal prueba de “delito” que se presentó contra él fue el acta del pleno de 22 de julio de 1936. El consejo de guerra se celebró en Jerez de la Frontera el 26 de enero de 1938 y fue condenado a 30 años de cárcel.
Su itinerario carcelario había comenzado cuando ingresó en la cárcel municipal en febrero de 1937 y de allí fue trasladado a la Prisión del Partido de Jerez de la Frontera. El 23 de septiembre de 1938 lo enviaron a la Prisión Provincial de Sevilla y el 26 de noviembre al Penal del Puerto de Santa María, donde permaneció encarcelado hasta que el 6 de septiembre de 1941 se le concedió la libertad condicional.